# Saldán
Saldán es una ciudad del centro de la provincia de Córdoba, Argentina, situada en el departamento Colón,  integrante de la conurbación Gran Córdoba.
Saldán es una localidad situada a 18 km de la ciudad de Córdoba. Si bien pertenece oficialmente al Departamento Colón, subdivisión política de la provincia de Córdoba; las tres cuartas partes de su territorio se asienta en el Departamento Capital. Aproximadamente las tres cuartas partes de sus casi 10 000 habitantes residen en la zona de Capital, el resto en Colón. Limita con las ciudades de Villa Allende (al noreste), Córdoba (sur; sudeste; este); La Calera (sudoeste) y el cordón de las Sierras Chicas (oeste y noroeste).
Es una pequeña ciudad que, pese a su cercanía con la capital cordobesa, mantiene intacta su tranquilidad de villa serrana. Conquista miradas con su pequeño surco de aguas cristalinas y llama a ser visitada con su histórica Estancia de Luis de Tejeda, el primer poeta criollo, donde se hospedaron, entre otros, el marqués de Sobremonte y el General San Martín.

## Historia
Se inicia con el asentamiento y desarrollo de las primeras comunidades originarias pertenecientes a la etnia sanavirona.  Se trataba de sociedades de gran evolución sociocultural; es decir, poblaciones agrícolas-alfareras dirigidas por una autoridad en carácter de jefe o cacique. Se agrupaban en unidades familiares, ayllus o sacates, y respondían a un jefe político al que denominaban Inchín o Charaba. Nuestra localidad es una de las pocas que conserva el nombre de su cacique Saldán Inchín líder máximo de las comunidades asentadas desde el cerro coscoíno Pan de Azúcar hasta la zona en torno al Chateau Carreras.Aprovechaban los recursos de la zona para la subsistencia y eran valientes defensores de su territorio.
El 23 de diciembre de 1574, poco más de un año después de la fundación de la ciudad de Córdoba por Jerónimo Luis de Cabrera, su compañero de expedición, el capitán portugués Baltasar Gallegos recibía en nombre del Rey de España, una merced de tierras entregadas por el capitán general de Córdoba Lorenzo Suárez de Figueroa, máxima autoridad de entonces. Este episodio es tomado como un acontecimiento fundacional, el primer capítulo de su historia moderna: "y señalo vn pedaço de Tierra en un manantial de aqua dos leguas y media poco más o menos de esta dicha çiudad el río arriba, apartado del dicho rio una legua más abajo de Tres pueblos de los yndios encomendados en el dicho Baltasar Gallegos". Gallegos se asentará junto con su familia en la actual zona del Nogal Histórico Sanmartiniano, ejemplar que perteneció a una gran plantación de nogales mencionados en los testamentos de la familia. Convertirá al lugar en una “Reducción”, en donde pondrá a trabajar a los indios de la zona, los que cultivarán maíz, trigo, hortalizas y frutales. Son los orígenes de Saldán como estancia.No sólo fue económicamente productiva, sino también caracterizada por ilustres propietarios y visitantes. En 1633, será adquirida por Fray Luis José de Tejeda y Guzmán, el primer poeta argentino, autor de las célebres coronas líricas: "cómo no adviertes que el camino pierdes? Cuando estos campos verdes y estas playas floridas de tu Saldán ameno... pisando estás como de dueño ageno". En 1709, el sobrino de Tejeda, don Francisco de Tejeda y Guzmán vendió la estancia al Dr. don Gabriel Ponce de León. .
Entre 1728, año del fallecimiento de Ponce de León y 1796 estuvo la estancia de Saldán administrada por varios capellanes de la catedral y el Cabildo de Córdoba. Posteriormente fue comprada por Eduardo Pérez Bulnes, célebre político cordobés, diputado por Córdoba en el Congreso de Tucumán que, en 1816, proclamó la independencia de las Provincias Unidas de Río de La Plata. Entre junio y agosto de 1814, tendrá lugar el hecho más importante para la historia de Saldán. Invitado por su amigo Pérez Bulnes, el general José de San Martín, padre de la Patria , repondrá su salud en la Estancia de Saldán y en ella, en compañía de su amigo Tomás Guido esbozará su magnífica obra, el cruce de Los Andes para liberar a Chile y Perú. Ante ello, Saldán ingresará merecidamente en las páginas de nuestra gloriosa historia independentista y será su nogal un lugar para el culto de sus nativos, ilustrado en manuales escolares y visitado por personalidades de la política como Sarmiento, Roca, Juárez Célman, Dumesnil y Perón cuando éste era Secretario de Trabajo y Previsión. 
La Estancia de Saldán fue adquirida por el doctor José Norberto de Allende. Desde entonces, las constantes divisiones y subdivisiones del territorio realizadas por la nueva familia propietaria, harán que Saldán vaya perdiendo, con el paso de los años, gran parte de su extensión original. Esto permitirá el origen de la vecina ciudad Villa Allende. A principios del siglo XX, el territorio será conocido por dos denominaciones: Villa Allende y Villa Saldán. En 1918, sus aguas minerales, de antaño reconocimiento curativo atraerán la atención de un pionero suizo, Don Oreste Lanfranchi, quien redescubrió las propiedades de las aguas y bautizó las dos vertientes como "San Remo y Dina" en homenaje a su tercer hijo y a su esposa. En ese año, clave para nuestra historia, se crea la “Sociedad Lanfranchi y Compañía”.Instalan el “Abastecimiento Saldán”, y partir de allí, Saldán se industrializa, envasándose su agua mineral y otros productos, distribuyéndose por todo el país.
Un nuevo acontecimiento importante ocurre en 1930, cuando en Dumesnil se establece la “Compañía Sudamericana de Cemento Pórtland Juan Minetti e Hijos Ltda. S.A.”, y con ella nace el primer asentamiento programado, un campamento industrial compuesto por edificaciones de carácter colectivo, con grandes salones habitacionales, baños y comedores compartidos. Se trata nada más y nada menos de lo que fue y se conoce en la actualidad como “Campamento Minetti”. De este proceso industrial, Villa Saldán será ahora un pueblo, llegan las familias, construyen sus casas, algunas fastuosas para la época, otras de simple piedra y adobe. También los primeros inmigrantes, nace el comercio local y el desarrollo cultural. 
En noviembre de 1945, en una histórica reunión, los vecinos preocupados por encauzar los problemas y necesidades de la población, decidieron la conformación de una “Comisión Vecinal”.Esta Comisión estaba integrada por ilustres vecinos trabajadores y visionarios cuyas tareas estaban enfocadas básicamente en los servicios de recolección de los residuos, mantenimiento de caminos y organización de eventos. También contemplaban proyectos educativos y de infraestructura los que no podían costearse debido a que los únicos ingresos con los que disponían era una bajísima cuota voluntaria que pagaban los vecinos para mantener las necesidades básicas de entonces. La población, en constante crecimiento debía recurrir a La Calera o Villa Allende para realizar sus trámites ante el registro civil.Electoralmente figuraban en los padrones de lugares ajenos al lugar de residencia, esto preocupaba a los vecinos y desde la Comisión Vecinal se realizaron las gestiones para crear la Municipalidad. 
Finalmente , el 28 de septiembre de 1957 el Interventor Federal de Córdoba mediante decreto N.º 8552, Serie A disponía: “Declárase comprendida en los beneficios del régimen municipal con Municipalidad de Segunda categoría a la localidad de Saldán, Departamento Colón”. Así nació el municipio de Saldán. El régimen municipal pasó por dos períodos de gobierno: Comisionado municipal cuyas autoridades fueron Rafael Daniele (1958) y Luis Moreno (1958-1963) e Intendencia cuyos mandatarios han sido los siguientes: Silvano Manini (1963-1968); Benito Barrera (1968); Jorge Almeida (1968-1973); Rubén Mirgone (1973-1980); Horacio Vélez (1980-1983); Silvano Manini (1983-1986); Ricardo Fernández (1986-1987); Nellio Curtoni (1987-1995); Enrique Podstawek (1995-2003); Juan Sahratián (2003-2015); Cayetano Del Valle Canto (2015-2023), Carolina Cristori (2023 - Actualidad).
Fuente/s: NIETO, Norberto Miguel (2007, JUNIO, 8). Introducción histórica publicada en el periódico local COMUNIDAD DE IDEAS y en su sitio virtual www.saldan-cordoba.com.ar

## Ubicación y datos demográficos
Se encuentra ubicada 4 km al suroeste de la ciudad de Villa Allende y a 18 km al noroeste de la capital provincial. 
Cuenta con 12 843 habitantes (Indec, 2022), lo que representa un incremento del 21,1% frente a los 10 605 habitantes (Indec, 2010) del censo anterior. Forma parte del Gran Córdoba.
Es la localidad cordobesa que más ha crecido en esta década
| Gráfica de evolución demográfica de Saldán entre 1991 y 2022 |
|                                                              |
| Fuente: Censos nacionales del INDEC                          |

## Sismicidad
La región posee sismicidad media; y sus últimas expresiones se produjeron:
- 22 de septiembre de 1908 (116 años), a las 17.00 UTC-3, con 6,5 Richter, escala de Mercalli VII; ubicación 30°30′0″S 64°30′0″O / -30.50000, -64.50000; profundidad: 100 km ; produjo daños en Deán Funes, Cruz del Eje y Soto, provincia de Córdoba, y en el sur de las provincias de Santiago del Estero, La Rioja y Catamarca.

- 16 de enero de 1947 (78 años), a las 2.37 UTC-3, con una magnitud aproximadamente de 5,5 en la escala de Richter (terremoto de Córdoba de 1947)[1]

- 28 de marzo de 1955 (70 años), a las 6.20 UTC-3 con 6,9 Richter: además de la gravedad física del fenómeno se unió el desconocimiento absoluto de la población a estos eventos recurrentes (terremoto de Villa Giardino de 1955)

- 7 de septiembre de 2004 (20 años), a las 8.53 UTC-3 con 4,1 Richter

- 25 de diciembre de 2009 (15 años), a las 21.42 UTC-3 con 4,0 Richter

## Turismo
Entre sus principales atractivos turísticos se encuentran la Estancia de Luis de Tejeda, el primer poeta criollo, donde se hospedaron, entre otros, el Marqués de Sobremonte y el General José de San Martín.
También es posible acercarse a la Estancia La Querencia que abre sus puertas para ofrecer una galería de arte, un restaurante de comidas criollas y la práctica de equitación y cabalgatas programadas.

## Terminal de Ómnibus
| Empresa             | Destinos Provinciales                     |
| ------------------- | ----------------------------------------- |
| Coop La Calera LTDA | - La Calera - Villa Allende - Córdoba     |
| Sarmiento           | - Córdoba - Villa Allende                 |
| Fonobus             | - Córdoba - Villa Allende Golf            |
| Coniferal           | - Línea 18 Ciudad Universitaria (Córdoba) |